# Heberty Fernandes de Andrade
Heberty Fernandes de Andrade, auch Heberty genannt, (* 29. August 1988 in São Paulo) ist ein brasilianischer Fußballspieler.

## Karriere
Das Fußballspielen erlernte Heberty bei Clube Atlético Taboão da Serra. Seinen ersten Vertrag unterschrieb er 2008 beim brasilianischen Verein CR Vasco da Gama, der in Rio de Janeiro beheimatet ist. Nachdem er 2008 nicht eingesetzt worden war, unterschrieb er einen Vertrag beim Clube Atlético Juventus, der in Mooca beheimatet ist. Hier kam er 2009 10 Mal zum Einsatz, wobei er zwei Tore erzielte. 2010 zog es ihn nach São Caetano do Sul, wo er einen Vertrag beim dortigen AD São Caetano unterschrieb. Er lief 18 Mal für das Team auf und schoss drei Tore. 2011 wechselte er nach Jundiaí zum dortigen Paulista FC. Hier schoss er acht Tore in 25 Spielen. Seinen ersten Auslandsvertrag unterschrieb er 2012. Er wechselte nach Japan zum dortigen Zweitligisten Thespakusatsu Gunma. 28 Mal stand er für den Verein auf dem Platz, wobei er sieben Tore erzielte. 2013 wechselte er zum Erstligisten Vegalta Sendai, wo er in 31 Spielen 10 Tore schoss. Nach nur einer Saison wechselte er nach Thailand in die Thai Premier League zu Ratchaburi Mitr Phol. Bis Mitte 2016 absolvierte er 90 Spiele und schoss 65 Tore. Nach der Hinserie 2016 wechselte Heberty nach Saudi-Arabien, um dort einen Vertrag bei Al-Shabab FC in
Riad zu unterzeichnen. Nach 8 Monaten zog es ihn wieder nach Thailand zurück, wo er 2017 einen Vertrag bei Muangthong United unterschrieb. Nach 97 Spielen, in denen er 52 Tore erzielte, verließ er Ende 2019 den Club und schloss sich ab der Saison 2020 per Ausleihe dem Ligakonkurrenten Port FC aus Bangkok an. Im Dezember 2020 endete die Ausleihe und er unterschrieb einen Vertrag beim Erstligisten Bangkok United. Am 9. April 2022 erzielte er dann beim 4:1-Auswärtssieg gegen Police Tero FC seinen insgesamt 145. Treffer in der Thai League und stieg damit zum Rekordtorschützen der Liga auf. Nach Ende der Saison 2021/22 wurde er in die Elf der Saison gewählt. Im Juli 2023 wechselte er bis Jahresende auf Leihbasis zum malaysischen Erstligisten Johor Darul Ta’zim FC. Am Ende der Saison 2023 feierte er mit dem Verein die malaysische Meisterschaft. Am 24. August 2024 stand er mit Johor im Finale des Ligapokals. Hier besiegte man den Selangor FC mit 6:1. 2025 gewann er mit Johor zum zweiten Mal die Meisterschaft.

## Erfolge
Muangthong United
- Thailändischer Ligapokalsieger: 2017
- Thailändischer Supercup-Sieger: 2017

Bangkok United
- Thailändischer Vizemeister: 2022/23

Johor Darul Ta’zim FC
- Malaysischer Meister: 2023, 2024/25
- Malaysischer Pokalsieger: 2023
- Malaysischer Ligapokalsieger: 2024

## Auszeichnungen
Thai League
- Torschützenkönig: 2014 (26 Tore)
- Spieler des Monats: Juli 2019
- Best XI: 2021/22